# بورنئوی بریتانیا

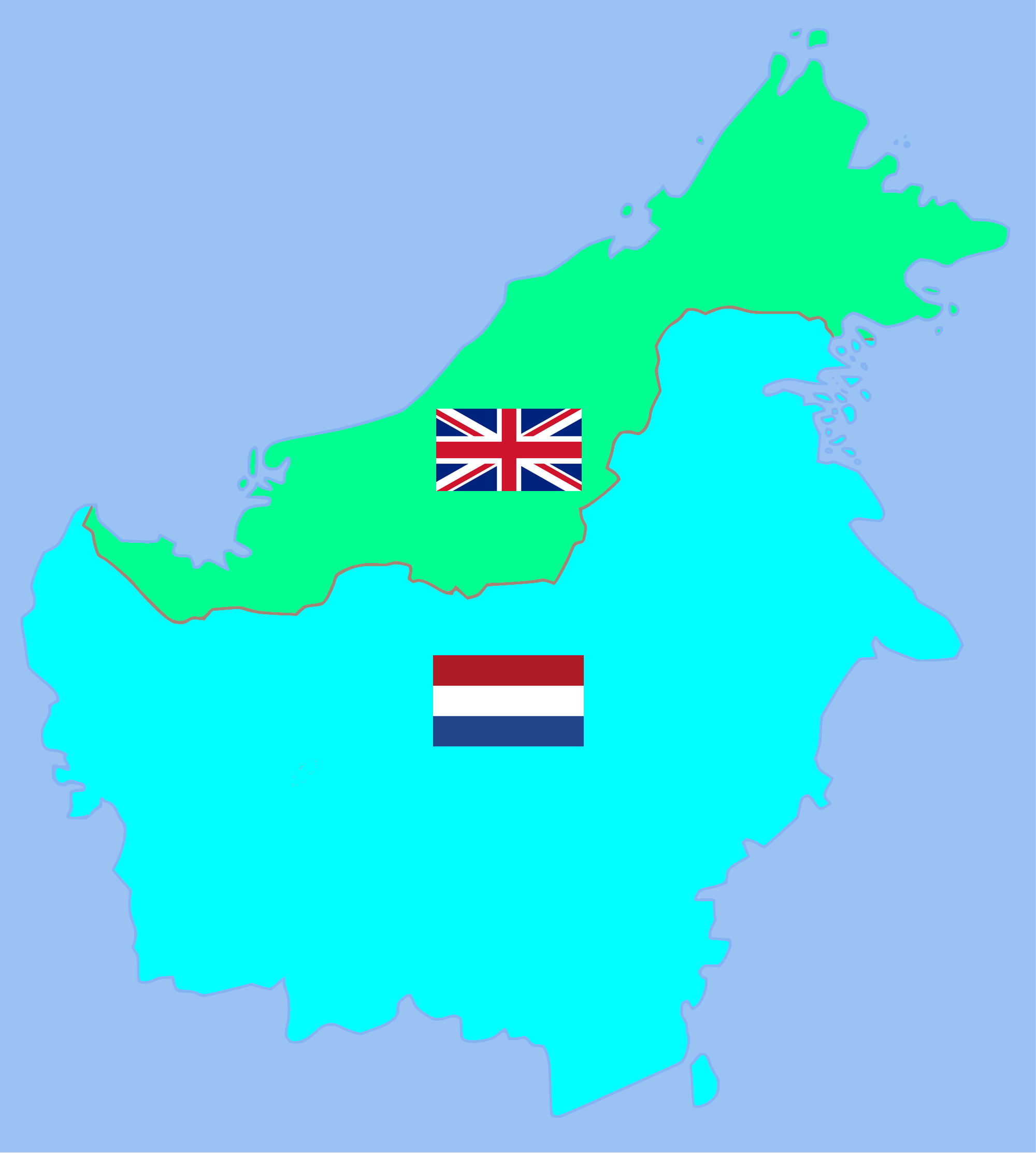
بورنئوی بریتانیا
بورنئوی هلند

بورنئوی بریتانیا (انگلیسی: British Borneo) شامل چهار قسمت شمالی جزیره بورنئو است که اکنون کشور برونئی، دو ایالت صباح و ساراواک و قلمروی فدرال مالزی لابوآن است.